# انتخابات مجلس الأمة الكويتي 2022
انتخابات مجلس الأمة 2022 هي الانتخابات البرلمانية التاسعة عشر في تاريخ الكويت، أُجريت في يوم الخميس 29 سبتمبر 2022 وذالك بعد أن صدر مرسوماً بحل مجلس الأمة 2020. بلغ مجموع عدد الأشخاص المحققين لشروط الانتخاب في هذه الانتخابات 795,911 ناخبًا. وفي 19 مارس 2023 قررت المحكمة الدستورية إبطال مجلس الأمة 2022 وإبطال العملية الانتخابية بأكملها، وعودة مجلس الأمة 2020 بقوة الدستور كأن الحل لم يكن وذالك بسبب بطلان مرسوم حل مجلس الأمة 2020.

## خلفية
في 18 أغسطس 2022، أصدرت الحكومة الكويتية مرسومين ضرورة، الأول يقضي بالتصويت اعتمادًا على العنوان في البطاقة المدنية وذلك للحد من جريمة نقل الأصوات والتلاعب في سجلات الناخبين، والمرسوم الآخر يقضي بإضافة 19 منطقة جديدة إلى الدوائر الانتخابية الخمس.
- الدائرة الأولى: منطقة أنجفة.
- الدائرة الثانية: الشويخ الصناعية، المنطقة الصحية الشويخ، النهضة، شمال غرب الصليبخات، مدينة جابر الأحمد.
- الدائرة الرابعة: غرب عبد الله المبارك، جنوب عبد الله المبارك، العيون، النعيم، النسيم، القصر، تيماء، الواحة.
- الدائرة الخامسة: أبو فطيرة، المسايل، أبو الحصانية، مدينة صباح الأحمد، مدينة الخيران السكنية.

### محاربة الفرعيات
أصدرت تعليمات حكومية لمحاربة الفرعيات المُجرَّمة قانونًا قبل الانتخابات للحد من التلاعب في إرادة الناخبين، وفي 8 أغسطس 2022، داهمت الجهات الأمنية فرعي لقبيلة بني غانم في الدائرة الثانية وأحالت المشاركين للنيابة العامة. وتمكنت من الحصول على صندوق يحتوي على 360 صوت، وسلمت الصندوق للمباحث الجنائية.

### محاربة شراء الأصوات
في 16 سبتمبر 2022، أعلن القطاع الجنائي في وزارة الداخلية على القبض على مجموعة أشخاص بتهمة شراء الأصوات، وأصدر ضبطًا وإحضاراً بحق أحد المرشحين، وتحويله للنيابة العامة. وفي 22 سبتمبر 2022، أعلنت وزارة الداخلية في بيان جديد حول القبض على مجموعة من الأشخاص بتهمة شراء الأصوات وتم القبض على المتهمين، وتحويل المرشح المتهم للنيابة العامة. واستمر حجز المرشح المتهم سعدون حماد العتيبي في النيابة العامة للتحقيق، ثم أخلي سبيله لاحقًا بكفالة 5,000 دينار كويتي مع منع من السفر.

## الدعوة للترشح
في 28 أغسطس 2022، وافق مجلس الوزراء الكويتي على مرسوم الدعوة للانتخابات بتاريخ 29 سبتمبر 2022، وافتتح باب التسجيل في 29 أغسطس حتى 7 سبتمبر، ومن شروط الترشح أن يكون:
1. كويتي الجنسية بصفة أصلية وفقًا للقانون.
2. أن يكون اسمه مدرجًا في أحد جداول الانتخاب.
3. ألا يقل سنّه يوم الانتخاب عن 30 سنة ميلادية.
4. أن يُجيد قراءة اللغة العربية وكتابتها.
5. ألا يكون قد سبق الحكم عليه بعقوبة جناية أو في جريمة مخلة بالشرف أو بالأمانة ما لم يكن قد رد إليه اعتباره، كما يحرم من الانتخابات كل من أدين بحكم نهائي في جريمة المساس بالذات الإلهية أو الأنبياء أو الذات الأميرية.

## أبرز المرشحين
افتتح باب الترشيح رسميًا في صباح 29 أغسطس 2022 حتى 7 سبتمبر 2022، أعلن عدد من نواب مجلس الأمة 2020 عن عدم ترشحهم رسميًا للانتخابات وهم عدنان عبد الصمد، عبد الله الطريجي، يوسف الفضالة، سعود بوصليب، مرزوق الغانم، سلمان الحليله، ناصر الدوسري وتعذر ترشح بدر الداهوم بسبب عدم وجود اسمه ضمن سجلات الناخبين بسبب حكم المحكمة الدستورية. وفيما يلي أبرز المرشحين للانتخابات حسب الدوائر :

### الدائرة الأولى
- أسامة الشاهين - نائب سابق.
- حسن جوهر - نائب سابق.
- عادل الدمخي - نائب سابق.
- عبد الله المضف - نائب سابق.
- عيسى الكندري - نائب ووزير سابق.
- غدير أسيري - وزيرة سابقة.
- مبارك الحريص - نائب ووزير سابق.
- محمد الهدية - نائب سابق.
- مخلد العازمي - نائب سابق.
- أحمد الشحومي - نائب سابق.
- صالح عاشور - نائب سابق.
- علي عبد الرسول القطان - نائب سابق.
- أحمد لاري - نائب سابق.
- يوسف الغريب - نائب سابق.
- خالد الشطي - نائب سابق.
- حمد روح الدين - نائب ووزير سابق.

### الدائرة الثانية
- بدر الملا - نائب سابق.
- بدر الحميدي - نائب ووزير سابق.
- حمد الهرشاني - نائب سابق.
- حمد المطر - نائب سابق.
- عبد الوهاب العيسى - إعلامي كويتي.
- أحمد الحمد - نائب سابق.
- خليل الصالح - نائب سابق.
- علي الدقباسي - نائب سابق.
- خالد عايد العنزي - نائب سابق.
- محمد المطير - نائب سابق.
- عبد الرحمن الجيران - نائب سابق.
- عبد الله العرادة - نائب سابق.

### الدائرة الثالثة
- أحمد السعدون - نائب ورئيس مجلس الأمة السابق.
- أسامة المناور - نائب سابق.
- خليل أبل - نائب سابق.
- سعدون حماد العتيبي - نائب سابق.
- عبد العزيز الصقعبي - نائب سابق.
- فجر السعيد - إعلامية كويتية.
- مهلهل المضف - نائب سابق.
- مهند الساير - نائب سابق.
- هشام الصالح - نائب سابق.
- فارس العتيبي - نائب سابق.
- محمد الجويهل - نائب سابق.
- عبد الكريم الكندري - نائب سابق.
- عبد الله الكندري - نائب سابق.
- جنان بوشهري - وزيرة سابقة.
- مبارك العرو - نائب ووزير سابق.
- عمار العجمي - نائب سابق.

### الدائرة الرابعة
- ثامر السويط - نائب سابق.
- مبارك العرف - نائب سابق.
- مبارك النجادة - نائب سابق.
- مفرج نهار - نائب سابق.
- حسين قويعان - نائب سابق.
- فايز غنام الجمهور - نائب سابق.
- مبارك الحجرف - نائب سابق.
- مرزوق الخليفة - نائب سابق.
- عبد الله فهاد العنزي - نائب سابق.
- عسكر العنزي - نائب سابق.
- ضيف الله ابورميه - نائب سابق.
- سعد الخنفور - نائب سابق.
- محمد هايف - نائب سابق.
- شعيب المويزري - نائب سابق.
- عبيد الوسمي - نائب سابق.
- فرز الديحاني - نائب سابق.
- خالد الشليمي - نائب سابق.
- محمد الراجحي - نائب ووزير سابق.
- مساعد العارضي - نائب سابق.

### الدائرة الخامسة
- الصيفي مبارك الصيفي - نائب سابق.
- خالد المونس - نائب سابق.
- صالح ذياب المطيري - نائب سابق.
- ماجد مساعد المطيري - نائب سابق.
- مبارك الخجمه - نائب سابق.
- مرزوق الحبيني - نائب سابق.
- أحمد مطيع العازمي - نائب سابق.
- حمدان العازمي - نائب سابق.
- حمود مبرك العازمي - نائب سابق.
- دليهي الهاجري - نائب سابق.
- سعود فلاح الصواغ - ابن نائب سابق.
- عبد الله البرغش - نائب سابق.
- عبد الله عكاش - نائب سابق.
- فيصل الكندري - نائب سابق.
- يوسف الزلزلة - نائب ووزير سابق.
- جابر المحيلبي - نائب سابق.
- حمود الحمدان - نائب سابق.
- محمد هادي الحويلة - نائب سابق.
- نايف المرداس - نائب سابق.
- خالد شخير المطيري - نائب سابق.
- حماد الدوسري - نائب سابق.
- ناصر المري - نائب سابق.

### شطب المرشحين
في 13 سبتمبر 2022، أصدرت لجنة فحص طلبات الترشيح قرارًا بشطب 14 مرشح لعدة أسباب مختلفة، وأبرزها قانون المسيء، ومن بين أبرز المشطوبين هم عبد الله البرغش، خالد شخير المطيري، محمد الجويهل، نايف المرداس، عايض بوخوصة، أنور الفكر، مساعد القريفة. واستنكر المرشحين قرار الشطب بحجة أن تم تطبيق قانون المسيء بأثر رجعي على الرغم من وجود رد اعتبار.
صرح نايف المرداس قائلاً «تطبيق قانون المسيء بأثر رجعي مخالف للمادة 179 من الدستور، والحرمان من الترشح عقوبة تبعية، ولا يجوز محاسبة إنسان على فعل سابق على صدور القانون، وسأتقدم بالطعن على القرار أمام المحكمة.» وأضاف عبد الله البرغش بأن «سأتقدم بالطعن على قرار وزارة الداخلية الذي طبّق قانون المسيء بأثر رجعي، والتفت عن حكم محكمة التمييز، رغم حصولي على رد الاعتبار قبل سنتين.»
وفي 18 سبتمبر 2022، أصدرت المحكمة الإدارية بتأييد قرار الشطب ورفضت جميع الطعون المقدمة، وأيدت قرار وزارة الداخلية، وأكدت بأن «قرار استبعاد هؤلاء المرشحين وافق صحيح القانون.» وتقدم المرشحين بطعن آخر أمام محكمة الاستئناف. في 19 سبتمبر 2022، قبلت محكمة الاستئناف الطعن المقدم من النائب السابق خالد شخير المطيري وأعادته إلى كشوف المرشحين مُجددًا، فيما حفظت الطعون الأخرى للنطق بالحكم في يوم آخر.
في 20 سبتمبر 2022، أصدرت محكمة الاستئناف حكمًا بإعادة كلاً من عبد الله البرغش، محمد الجويهل، نايف المرداس، أنور الفكر، عايض بوخوصة لسجلات الناخبين، مع إحالة قانون المسيء إلى المحكمة الدستورية للفصل بمدى دستوريته، ورفضت الطعن المقدم من المرشح مساعد القريفة واستمرار شطبه. وحددت محكمة التمييز جلسة للنظر في الطعون المقدمة.
في 25 سبتمبر 2022، أعلنت محكمة التمييز بحكم نهائي بات بتأييد قرار وزارة الداخلية بشطب كلاً خالد شخير المطيري، عبد الله البرغش، نايف المرداس، أنور الفكر، مساعد القريفة، عايض بوخوصة من خوض الانتخابات.

## النتائج
بدأ الاقتراع صباح يوم الخميس المُوافق 29 سبتمبر في الساعة الثامنة صباحًا حتى الثامنة مساءً، وعاد 23 نائب من مجلس 2020 مرة أخرى للمجلس، بينما فاز 27 مُرشحًا جديدًا. وشهدت النتائج وجود امرأتين.

### المرشحون الفائزون
| الدائرة الانتخابية                | المرشح الفائز        | عدد الأصوات |
| --------------------------------- | -------------------- | ----------- |
| الدائرة الأولى (مجموع الناخبين: ) | عبد الله المضف       | 6,375       |
| الدائرة الأولى (مجموع الناخبين: ) | حسن جوهر             | 6,332       |
| الدائرة الأولى (مجموع الناخبين: ) | أسامة الزيد          | 5,764       |
| الدائرة الأولى (مجموع الناخبين: ) | أحمد لاري            | 4,104       |
| الدائرة الأولى (مجموع الناخبين: ) | عيسى الكندري         | 3,683       |
| الدائرة الأولى (مجموع الناخبين: ) | عادل الدمخي          | 3,403       |
| الدائرة الأولى (مجموع الناخبين: ) | أسامة الشاهين        | 2,889       |
| الدائرة الأولى (مجموع الناخبين: ) | صالح عاشور           | 2,867       |
| الدائرة الأولى (مجموع الناخبين: ) | حمد المدلج           | 2,826       |
| الدائرة الأولى (مجموع الناخبين: ) | خالد العميره         | 2,228       |
| الدائرة الثانية                   | بدر الملا            | 7,285       |
| الدائرة الثانية                   | محمد المطير          | 4,364       |
| الدائرة الثانية                   | شعيب شعبان           | 3,394       |
| الدائرة الثانية                   | حامد البذالي         | 3,374       |
| الدائرة الثانية                   | خليل الصالح          | 2,949       |
| الدائرة الثانية                   | فلاح ضاحي الهاجري    | 2,921       |
| الدائرة الثانية                   | عالية الخالد         | 2,472       |
| الدائرة الثانية                   | حمد المطر            | 2,460       |
| الدائرة الثانية                   | عبد الوهاب العيسى    | 2,056       |
| الدائرة الثانية                   | عبد الله الأنبعي     | 1,922       |
| الدائرة الثالثة                   | أحمد السعدون         | 12,239      |
| الدائرة الثالثة                   | مهلهل المضف          | 7,005       |
| الدائرة الثالثة                   | عبد الكريم الكندري   | 6,915       |
| الدائرة الثالثة                   | مهند الساير          | 5,992       |
| الدائرة الثالثة                   | عبد العزيز الصقعبي   | 5,329       |
| الدائرة الثالثة                   | جنان بوشهري          | 4,301       |
| الدائرة الثالثة                   | عمار العجمي          | 3,784       |
| الدائرة الثالثة                   | حمد العبيد           | 3,376       |
| الدائرة الثالثة                   | فارس العتيبي         | 3,189       |
| الدائرة الثالثة                   | خليل أبل             | 2,963       |
| الدائرة الرابعة                   | شعيب المويزري        | 8,995       |
| الدائرة الرابعة                   | محمد هايف            | 7,266       |
| الدائرة الرابعة                   | مبارك الطشه          | 7,098       |
| الدائرة الرابعة                   | مبارك الحجرف         | 6,342       |
| الدائرة الرابعة                   | ثامر السويط          | 5,597       |
| الدائرة الرابعة                   | مرزوق الخليفة        | 5,170       |
| الدائرة الرابعة                   | سعد الخنفور          | 5,007       |
| الدائرة الرابعة                   | عبيد الوسمي          | 4,834       |
| الدائرة الرابعة                   | عبد الله فهاد العنزي | 4,825       |
| الدائرة الرابعة                   | يوسف البذالي         | 4,735       |
| الدائرة الخامسة                   | حمدان العازمي        | 10,799      |
| الدائرة الخامسة                   | سعود العصفور         | 10,252      |
| الدائرة الخامسة                   | خالد مؤنس العتيبي    | 9,243       |
| الدائرة الخامسة                   | هاني شمس             | 6,814       |
| الدائرة الخامسة                   | محمد الحويلة         | 6,765       |
| الدائرة الخامسة                   | الصيفي مبارك الصيفي  | 6,525       |
| الدائرة الخامسة                   | محمد المهان          | 5,725       |
| الدائرة الخامسة                   | ماجد مساعد المطيري   | 5,465       |
| الدائرة الخامسة                   | مرزوق الحبيني        | 4,830       |
| الدائرة الخامسة                   | فيصل الكندري         | 4,530       |

### أبرز الخاسرين
أسماء أبرز الخاسرين في انتخابات مجلس الامة في الدوائر الخمس وهم أعضاء سابقين.
- أحمد الشحومي
- مبارك الحريص
- محمد الهدية
- مخلد العازمي
- علي عبد الرسول القطان
- خالد الشطي
- غدير أسيري
- حمد روح الدين
- يوسف الغريب
- أحمد الحمد
- حمد الهرشاني
- عبد الله العرادة
- خالد عايد العنزي
- علي الدقباسي
- بدر الحميدي
- عبد الرحمن الجيران
- عبد الله الكندري
- سعدون حماد العتيبي
- مبارك العرو
- هشام الصالح
- فجر السعيد
- أسامة المناور
- فايز غنام الجمهور
- محمد الراجحي
- عسكر العنزي
- مساعد العارضي
- فرز الديحاني
- مبارك النجادة
- حسين قويعان
- ضيف الله ابورميه
- مبارك العرف
- خالد الشليمي
- مفرج نهار
- صالح ذياب المطيري
- جابر المحيلبي
- أحمد مطيع العازمي
- حمود الحمدان
- يوسف الزلزلة
- ناصر المري
- عبد الله عكاش
- دليهي الهاجري
- حمود مبرك العازمي
- مبارك الخجمه
- حماد الدوسري

## بطلان الإنتخابات
في 19 مارس 2023 عقدت المحكمة الدستورية جلسة من أجل النظر في العطون الإنتخابية المقدمة للمحكمة ومن بين هذه الطعون الإنتخابية:
1 - طعن انتخابي ببطلان إنتخابات مجلس الأمة 2022 لبطلان مرسوم حل مجلس الأمة 2020
2- طعن انتخابي ببطلان إنتخابات مجلس الأمة 2022 لبطلان المرسوم بقانون بشأن الإنتخاب وقفاً لعنوان السكن في البطاقة المدينة والمرسوم بقانون بشأن أضافة بعض المناطق للدوائر الإنتخابية
3- طعون انتخابية بعدم صحة نتائج الإنتخابات بأكملها
وخلال الجلسة نظرت المحكمة الدستورية في الطعن الإنتخابي الأول المذكور أعلاه حيث قررت المحكمة إبطال مجلس الأمة 2022 وإبطال العملية الإنتخابية بأكملها وعدم صحة عضوية من أعلن فوزهم فيها وذالك بسبب بطلان مرسوم حل مجلس الأمة 2020، وعودة مجلس الأمة 2020 بقوة الدستور كأن الحل لم يكن. 